# أمريكا غوت تالنت الموسم الثاني
تم عرض الموسم الثاني من أمريكا غوت تالنت في 5 يونيو 2007 واختتم في 21 أغسطس 2007، كان المضيف لهذا الموسم جيري سبرينغر. والحكام هم ديفيد هاسيلهوف، شارون أوزبورن، وبيرس مورغان، الفائز بهذا الموسم كان تيري فاتور.

## وصلات خارجية
- الموقع الرسمي